# Клі-Елам (Вашингтон)
Клі-Елам (англ. Cle Elum) — місто (англ. city) в США, в окрузі Кіттітас штату Вашингтон. Населення — 2157 осіб (2020).

## Географія
Клі-Елам розташоване за координатами 47°11′41″ пн. ш. 120°56′49″ зх. д. / 47.19472° пн. ш. 120.94694° зх. д. (47.194654, -120.946906).  За даними Бюро перепису населення США в 2010 році місто мало площу 9,91 км², з яких 9,89 км² — суходіл та 0,01 км² — водойми. У 2017 році площа становила 11,12 км², з яких 11,11 км² — суходіл та 0,01 км² — водойми.

### Клімат
| Клімат : Клі-Елам       | Клімат : Клі-Елам | Клімат : Клі-Елам | Клімат : Клі-Елам | Клімат : Клі-Елам | Клімат : Клі-Елам | Клімат : Клі-Елам | Клімат : Клі-Елам | Клімат : Клі-Елам | Клімат : Клі-Елам | Клімат : Клі-Елам | Клімат : Клі-Елам | Клімат : Клі-Елам | Клімат : Клі-Елам |
| Показник                | Січ.              | Лют.              | Бер.              | Квіт.             | Трав.             | Черв.             | Лип.              | Серп.             | Вер.              | Жовт.             | Лист.             | Груд.             | Рік               |
| Абсолютний максимум, °C | 18,3              | 20,6              | 35,0              | 35,6              | 37,2              | 37,8              | 40,6              | 40,6              | 36,7              | 35,6              | 20,0              | 18,9              | 40,6              |
| Середній максимум, °C   | 2,2               | 5,0               | 10,0              | 13,9              | 18,3              | 21,7              | 26,7              | 26,7              | 22,8              | 14,4              | 6,1               | 0,6               | 14,1              |
| Середній мінімум, °C    | −4,4              | −4,4              | −1,1              | 1,1               | 5,0               | 8,3               | 11,7              | 11,1              | 6,1               | 1,1               | −1,7              | −5,6              | 2,3               |
| Абсолютний мінімум, °C  | −36,1             | −34,4             | −17,8             | −11,1             | −7,2              | −3,3              | −1,1              | −1,1              | −6,1              | −12,2             | −25,6             | −35               | −36,1             |
| Норма опадів, мм        | 76                | 68                | 50                | 27                | 29                | 23                | 15                | 13                | 21                | 49                | 109               | 89                | 569               |
| ----------------------- | ----------------- | ----------------- | ----------------- | ----------------- | ----------------- | ----------------- | ----------------- | ----------------- | ----------------- | ----------------- | ----------------- | ----------------- | ----------------- |
| Джерело:                |                   |                   |                   |                   |                   |                   |                   |                   |                   |                   |                   |                   |                   |

## Демографія
Згідно з переписом 2010 року, у місті мешкали 1872 особи в 857 домогосподарствах у складі 500 родин. Густота населення становила 189 осіб/км².  Було 1105 помешкань (112/км²).
Расовий склад населення:
| - 92,1 % — білих - 1,0 % — азіатів - 0,7 % — корінних американців - 0,4 % — чорних або афроамериканців - 0,1 % — вихідців з тихоокеанських островів - 1,7 % — осіб інших рас |

До двох чи більше рас належало 4,0 %. Частка іспаномовних становила 5,8 % від усіх жителів.
За віковим діапазоном населення розподілялося таким чином: 22,0 % — особи молодші 18 років, 60,6 % — особи у віці 18—64 років, 17,4 % — особи у віці 65 років та старші. Медіана віку мешканця становила 41,0 року. На 100 осіб жіночої статі у місті припадало 100,9 чоловіків;  на 100 жінок у віці від 18 років та старших — 97,4 чоловіків також старших 18 років.
Середній дохід на одне домашнє господарство  становив 57 295 доларів США (медіана — 45 324), а середній дохід на одну сім'ю — 58 043 долари (медіана — 48 000). Медіана доходів становила 47 933 долари для чоловіків та 36 155 доларів для жінок. За межею бідності перебувало 21,8 % осіб, у тому числі 34,9 % дітей у віці до 18 років та 5,4 % осіб у віці 65 років та старших.
Цивільне працевлаштоване населення становило 1339 осіб. Основні галузі зайнятості: мистецтво, розваги та відпочинок — 18,2 %, освіта, охорона здоров'я та соціальна допомога — 14,6 %, будівництво — 11,3 %, роздрібна торгівля — 10,3 %.